# Дадиани, Вамех III
Вамех III Дадиани (? — 1661) — удельный князь Салипартиано (1619—1658), Владетельный князь (мтавар) Мегрелии (1658—1661), царь Имерети (1661).

## Происхождение
Происходил из младшей ветви рода Дадиани. Был сыном удельного князя Салипартиано и регента Мегрелии Георгия II Липартиани и Анны, дочери владетеля Георгия III Дадиани

## Биография
После смерти отца был удельным князем Салипартиано. Но в марте 1657 г., после смерти Левана II Дадиани, все сыновья которого умерли ещё при жизни отца, Вамех включился в борьбу за трон Мегрелии. Его противником был Липарит Дадиани, сын Иессе — брата Левана II. Уже спустя несколько недель Вамех овладел троном, а его соперник, несмотря на активную помощь мегрельского дворянства был вынужден бежать к родственникам своей бабки: Каихосро Гуриели и Ахалцихскому паше. Затем Липарит отправился в Гори к своей тёте — Мариам Дадиани, супруге царя Вахтанга V, где получил картлийское войско под предводительством князя Зазы Цицишвили. Войска союзников вошли в Мегрелию, и Вамех был вынужден бежать в Имерети. Липарита поддерживали как светские, так и религиозные власти — в частности католикос Илларион, но удержаться у власти Липарит не смог. Царь Имерети Александр III ввёл свои войска в Мегрелию и разгромил войско Липарита и ахалцихского паши и посадил владетелем Вамеха III. Дальнейшая судьба Липарита неизвестна — по одной из версий он умер в битве, а по сведениям царевича Вахушти он вместе с Кайосро Гуриели отправился в Стамбул, где и умер.
После восшествия на престол Мегрелии Вамех примирился с Вахтангом V, обещав свою дочь Дареджан в жены Арчилу, сыну Вахтанга, и некоторое время был его союзником. Но в 1661 году, началась междоусобица в Имерети, и он был приглашен на царский трон частью имеретинского дворянства. Значительная часть князей была настроена против Вамеха, и он, желая обрести союзника среди них, разорвал помолвку дочери и выдал её замуж за князя Бежана Гогоберидзе. Оскорбленный этим царь Вахтанг заключил договор с Гуриели и некоторыми другими крупными феодалами Имерети, которые убили Гогоберидзе и призвали на трон самого Вахтанга. Царь Картли ввел войска в Имерети и утвердил на троне своего сына Арчила. Лишившись поддержки, Вамех был вынужден вернуться в Мегрелию, куда за ним последовало объединённое картлийско-имеретинское войско. Вамех бежал в Сванети, где по приказу Вахтанга V был убит сардал-моуравом провинции Лечхуми Хосией Лашхишвили. 
Взяв мегрельские крепости, царь Картли в Чаквити захватил семью Вамеха и увез её с собой вместе с доставшейся ему казной владетеля Мегрелии.

## Семья

Елена, супруга Вамеха Дадиани с сыновьями Багратом и Георгием

Был женат на Елене, дочери Мамии II Гуриели и Тинатин Джакели. В этом браке родились:
- Баграт (?—1661)
- Георгий III Липартиани
- Дареджан, была замужем за князем Бежаном Гогоберидзе